# Paraphileus
Paraphileus là một chi bọ cánh cứng trong họ 
Elateridae.
Chi này được miêu tả khoa học năm 1882 bởi Candèze.

## Các loài
Các loài trong chi này gồm:
- Paraphileus martinezi Golbach, 1984
- Paraphileus thoreyi (Germar, 1844)